# Bastogne

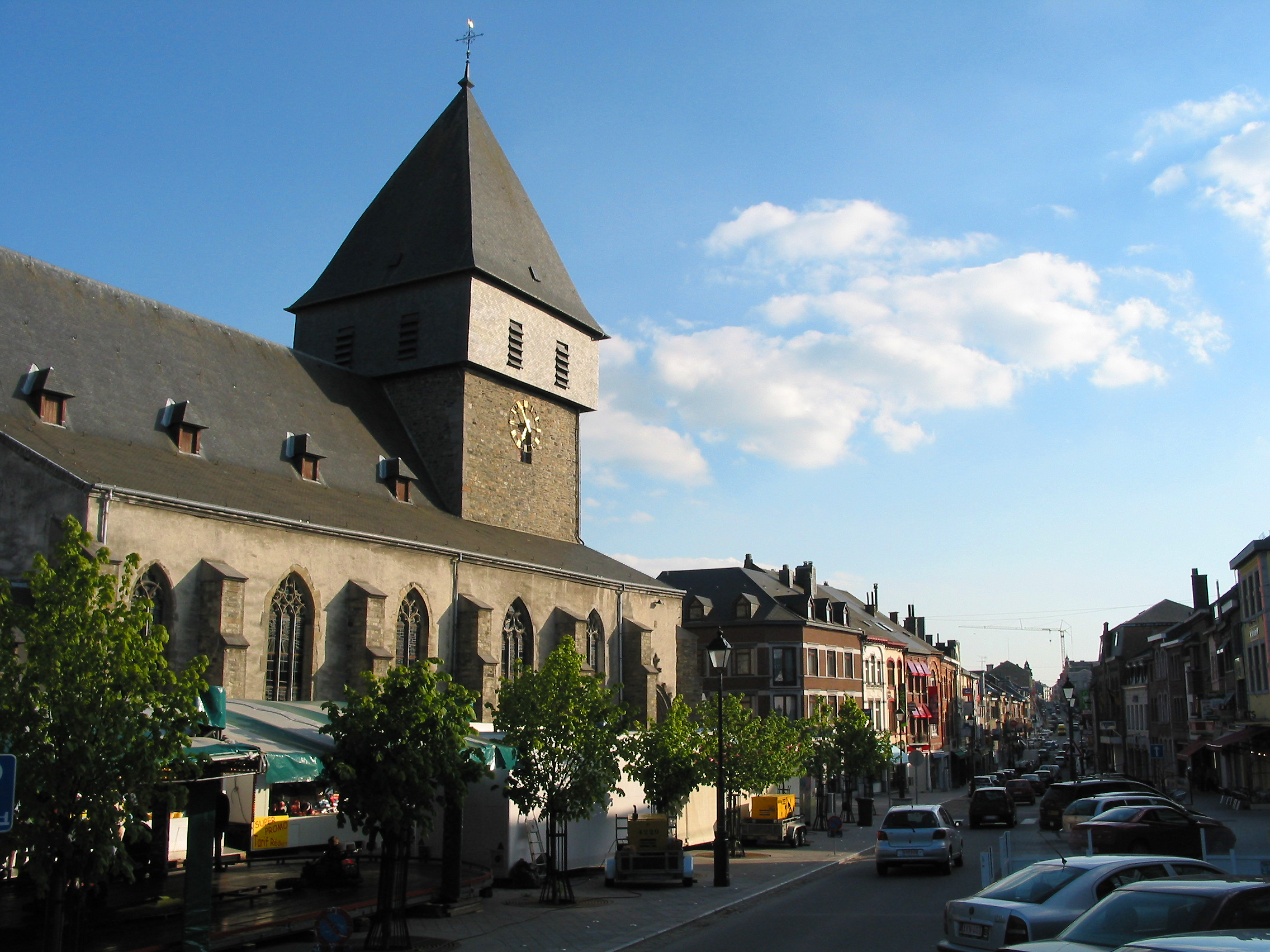
Die St.-Peter-Kirche (12. bis 16. Jahrhundert)

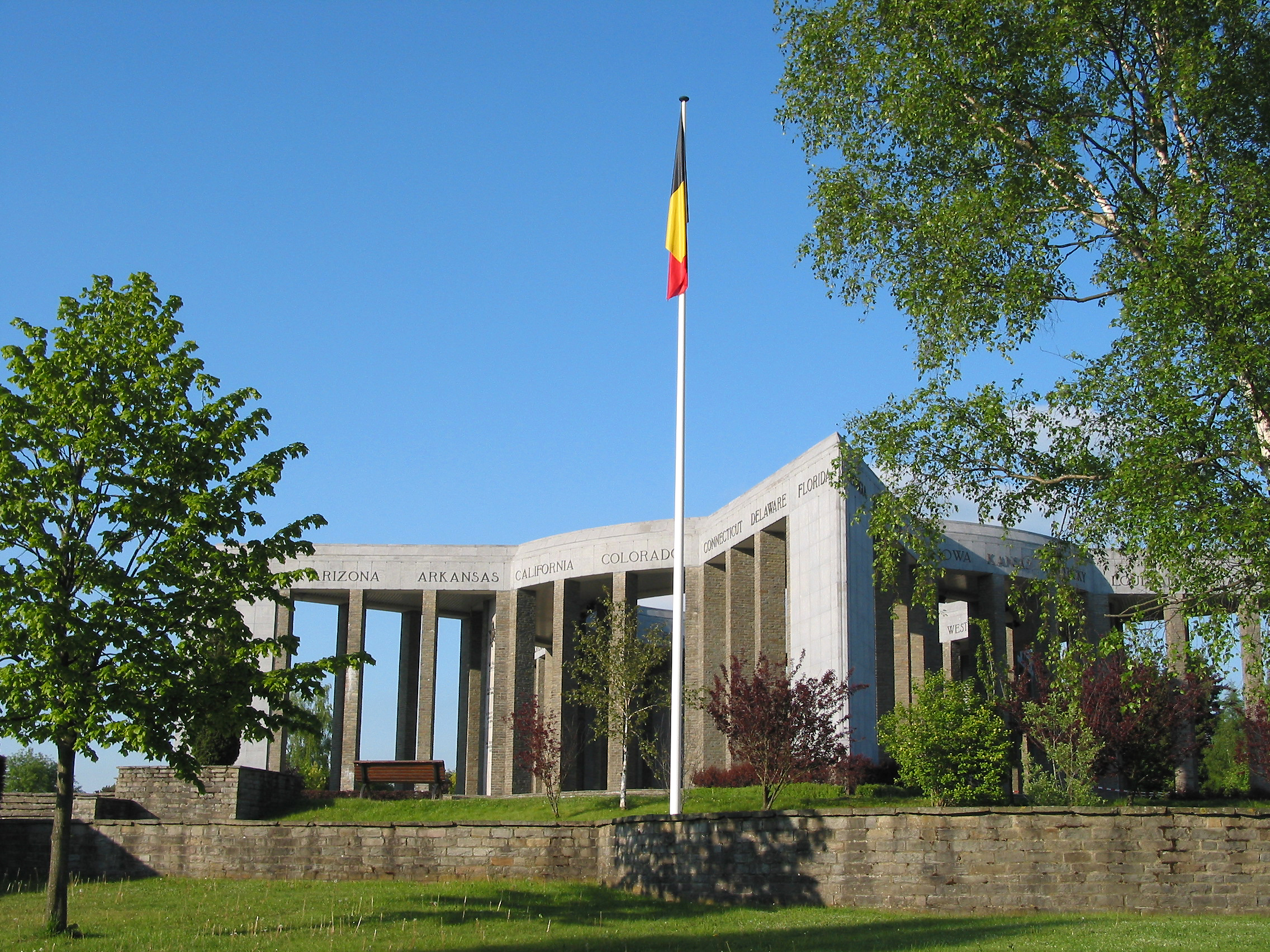
Das Mardasson-Denkmal

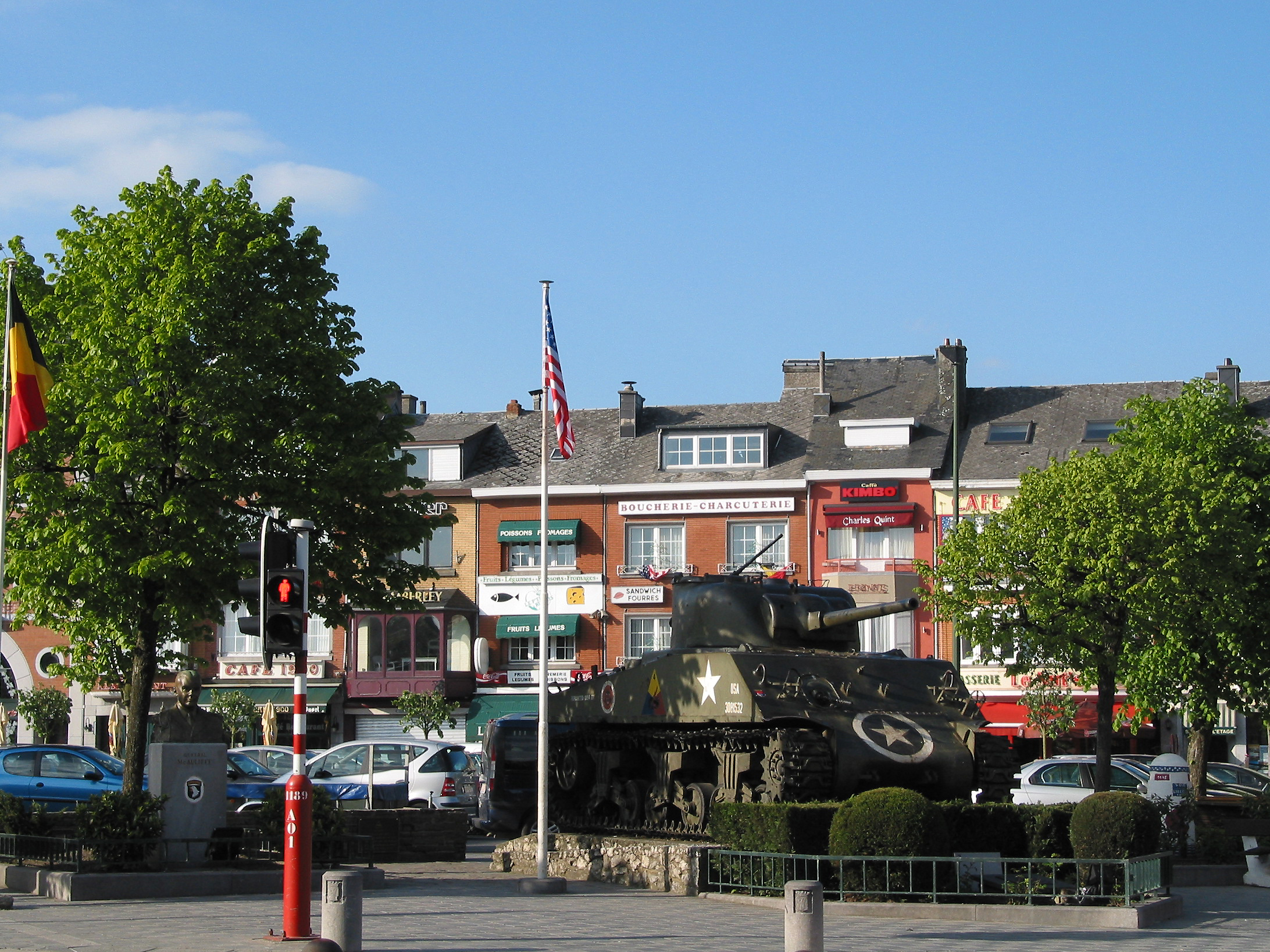
Der nach dem US-amerikanischen General Anthony McAuliffe benannte Platz

Bastogne (deutsch Bastnach und Bastenach, niederländisch Bastenaken, luxemburgisch Baaschtnech) ist eine belgische Stadt in den Ardennen an der Grenze zum Großherzogtum Luxemburg. Sie liegt in der Provinz Luxemburg, Wallonische Region im gleichnamigen Bezirk Bastogne und hat 14.090 Einwohner (1. Januar 2005).
Bastogne ist heute Wendepunkt des Eintages-Radrennens Lüttich–Bastogne–Lüttich.

## Geschichte
Auf dem Gebiet von Bastogne kreuzten sich zwei alte Heerstraßen, die von Reims nach Köln und von Arlon nach Tongern führten.
Urkundlich wurde der Ort erstmals 634 im Testament des Verduner Diakons Adalgisel Grimo erwähnt, mit dem dieser seinen Besitz in Bastogne (in Bastoneco) der Trierer Benediktinerabtei St. Matthias übertrug. Im Jahr 721 kam der Ort unter die Herrschaft der Abtei Prüm, mit der er 1576 an das Kurfürstentum Trier fiel. Von 1795 bis März 1814 gehörte Bastogne zum französischen Département Forêts. Auf dem Wiener Kongress wurde das Gebiet 1815 dem mit dem Königreich der Vereinigten Niederlande in Personalunion verbundenen Großherzogtum Luxemburg zugeschlagen. Im Gefolge der Belgischen Revolution, kam das sogenannte „Französische Quartier“ des Großherzogtums, in dem auch Bastogne lag, 1839 an das neu geschaffene Königreich Belgien.

### Belagerung von Bastogne
Überregionale Bekanntheit erlangte die Stadt durch die Belagerung von Bastogne in der Endphase des Zweiten Weltkrieges. Am 16. Dezember 1944 starteten Einheiten der deutschen Wehrmacht unter Feldmarschall Gerd von Rundstedt im Norden Luxemburgs und im angrenzenden östlichen Belgien einen letzten Großangriff, die Ardennenoffensive. In deren Verlauf wurden die amerikanischen Truppen zeitweilig zurückgeworfen und konnten sich nur im eingeschlossenen Bastogne halten. Da der Ort, an dem sieben Straßen zusammentreffen, ein wichtiger Verkehrsknotenpunkt in den belgischen Ardennen ist, griffen deutsche Truppen des Panzergenerals Heinrich von Lüttwitz ab dem 20. Dezember Bastogne an und kesselten die dortigen amerikanischen Einheiten am 22. Dezember ein. Die Fallschirmjäger der 101. US-Luftlandedivision unter US-Brigadegeneral Anthony McAuliffe verteidigten die Stadt jedoch erfolgreich gegen die deutsche Übermacht, bis Entsatztruppen ihnen zu Hilfe kamen.
Bereits am Morgen des 22. Dezember begannen die Amerikaner mit der Gegenoffensive. Ein ganzes Korps rückte auf Bastogne vor und vertrieb die deutsche Angriffsspitze am 25. Dezember. Die Belagerung von Bastogne dauerte vom 20. bis zum 27. Dezember 1944.
Im Januar 1945 rückten alliierte Truppen von Bastogne aus Richtung Nordosten auf St. Vith vor.

## Weltkriegsgedenken
Zum Andenken an die verlustreiche Winterschlacht wurde in Bastogne eine Gedenkstätte, das Mardasson Memorial errichtet, dem das Bastogne War Museum angegliedert ist. Das Mardasson-Denkmal ist ein Denkmal auf dem Mardasson-Hügel. Es wurde 1950 errichtet, liegt drei Kilometer nordöstlich vom Zentrum von Bastogne und erinnert an die 76.890 amerikanischen Opfer: Soldaten, die bei der Ardennenoffensive verwundet, getötet oder vermisst wurden. Die Straße vom Zentrum zum Denkmal heißt 'Straße der Befreiung'. Das Bastogne War Museum direkt nebenan beinhaltet eine Dauerausstellung zur deutschen Besetzung Belgiens 1940–1944 sowie zur Ardennenschlacht (im Englischen Battle of the Bulge).
In Recogne, 6 km nördlich von Bastogne, liegt der Deutsche Soldatenfriedhof Recogne-Bastogne. Hier liegen 6807 Wehrmacht-Soldaten. Ursprünglich lagen dort auch etwa 2700 US-Soldaten, die in der Gegend gefallen waren; sie wurden jedoch im Sommer 1948 auf den Henri-Chapelle-American-Cemetery-and-Memorial-Friedhof umgebettet.

## Verkehr
Bastogne besaß bis Mai 1993 mit dem heute noch als Gebäude bestehenden Bahnhof Bastogne-Sud noch Personenverkehr auf dem westlichen Teil der Bahnstrecke Libramont–Bastogne–Gouvy.

## Persönlichkeiten
- Alphonse Bossart (1888–1963), römisch-katholischer Ordensgeistlicher und Apostolischer Vikar von Ipamu
- Michel Renquin (* 1955), Fußballspieler und -trainer
- Benoît Lutgen (* 1970), Politiker
- Gauthier Remacle (* 1977), Fußballspieler
- Maxime Monfort (* 1983), Radrennfahrer

## Gemeinde Bastogne
Die Gemeinde Bastogne wurde zum 1. Januar 1977 im Zuge der Belgischen Gemeindereform aus den folgenden 5 bisher selbständigen Gemeinden gebildet (nunmehr Ortsteile der Gemeinde Bastogne):
| amtlicher Name (französisch) | wallonischer Name    | luxemburgischer Name | deutscher Name |
| ---------------------------- | -------------------- | -------------------- | -------------- |
| Bastogne                     | Bastogne             | Baaschtnech          | Bastnach       |
| Longvilly                    | Lonvli               | Lengswèller          | Lingsweiler    |
| Noville                      | Noveye-dilé-Bastogne | –                    | –              |
| Villers-la-Bonne-Eau         | Viyè                 | Wöllerbâch           | Weilerbach     |
| Wardin                       | Wârdin               | Wardicht             | Wardig         |